# Lycée Pasteur (Neuilly-sur-Seine)
O Lycée Pasteur é uma escola pública para o segundo ciclo da segunda série localizada em Neuilly-sur-Seine. Está equipada com aulas preparatórias para as grandes escolas e constitui, com o colégio instalado dentro de seus muros, um complexo escolar. É nomeado após o cientista Louis Pasteur.
Construído a partir de 1912 e concluído no verão de 1914, o prédio foi requisitado no início da Primeira Guerra Mundial e abrigou um hospital criado pelo Hospital Americano de Paris, também localizado em Neuilly, e que permaneceria no local durante toda a guerra.

## Alunos famosos
- Aurélien Barrau, um astrofísico e filósofo francês
- Lucas Bravo, um ator e modelo francês
- Philippe Crouzet, Presidente do Grupo Vallourec desde abril de 2009
- Bernard-Henri Lévy, um escritor francês
- Chris Marker, um cineasta, fotógrafo, ilustrador, ensaísta e crítico francês